# Semechnice
Semechnice (německy Semechnitz) jsou obec v okrese Rychnov nad Kněžnou v Královéhradeckém kraji. Žije zde 431 obyvatel. 

## Historie
První písemná zmínka o obci pochází z roku 1364.

## Obyvatelstvo
| Rok            | 1869 | 1880 | 1890 | 1900 | 1910 | 1921 | 1930 | 1950 | 1961 | 1970 | 1980 | 1991 | 2001 | 2011 | 2021 |
| -------------- | ---- | ---- | ---- | ---- | ---- | ---- | ---- | ---- | ---- | ---- | ---- | ---- | ---- | ---- | ---- |
| Počet obyvatel | 692  | 705  | 706  | 747  | 707  | 696  | 702  | 517  | 489  | 431  | 395  | 370  | 368  | 381  | 416  |
| Počet domů     | 106  | 110  | 116  | 130  | 145  | 146  | 148  | 161  | 150  | 139  | 128  | 146  | 149  | 166  | 170  |

## Obecní správa

### Části obce
- Semechnice
- Kruhovka
- Podchlumí

### Obecní symboly
Znak a vlajka byly obci uděleny rozhodnutím předsedy Poslanecké sněmovny Parlamentu České republiky dne 7. října 2003.

## Pamětihodnosti
- Škola
- Kaple Panny Marie Bolestné